# Dennis Fenton
Dennis Fenton, né le 20 novembre 1888 à Ventry (Irlande) et mort le 29 mars 1954 à San Diego, est un tireur sportif américain. Il a remporté cinq médailles olympiques.

## Palmarès
- Jeux olympiques de 1920 à Anvers (Belgique)
  -  Médaille d'or en petite carabine à 50 m par équipes.
  -  Médaille d'or en carabine libre par équipes.
  -  Médaille d'or en carabine d'ordonnance à 600 mètres par équipes couché.
  -  Médaille de bronze en petite carabine individuelle.
- Jeux olympiques d'été de 1924 à Paris (France)
  -  Médaille de bronze au tir au cerf courant coup simple à 100 m par équipes.